# Вайманало-Біч (Гаваї)
Вайманало-Біч (англ. Waimanalo Beach) — переписна місцевість (CDP) в США, в окрузі Гонолулу штату Гаваї. Населення — 4823 особи (2020).

## Географія
Вайманало-Біч розташоване за координатами 21°19′48″ пн. ш. 157°41′38″ зх. д. / 21.33000° пн. ш. 157.69389° зх. д. (21.329934, -157.693974).  За даними Бюро перепису населення США в 2010 році переписна місцевість мала площу 7,66 км², з яких 5,10 км² — суходіл та 2,56 км² — водойми.

## Демографія
Згідно з переписом 2010 року, у переписній місцевості мешкала 4481 особа в 1062 домогосподарствах у складі 828 родин. Густота населення становила 585 осіб/км².  Було 1105 помешкань (144/км²).
Расовий склад населення:
| - 43,3 % — вихідців з тихоокеанських островів - 9,2 % — білих - 4,2 % — азіатів - 0,2 % — чорних або афроамериканців - 0,1 % — корінних американців |

До двох чи більше рас належало 42,6 %. Частка іспаномовних становила 7,6 % від усіх жителів.
За віковим діапазоном населення розподілялося таким чином: 25,3 % — особи молодші 18 років, 60,1 % — особи у віці 18—64 років, 14,6 % — особи у віці 65 років та старші. Медіана віку мешканця становила 39,3 року. На 100 осіб жіночої статі у переписній місцевості припадало 93,6 чоловіків;  на 100 жінок у віці від 18 років та старших — 90,2 чоловіків також старших 18 років.
Середній дохід на одне домашнє господарство  становив 101 769 доларів США (медіана — 73 750), а середній дохід на одну сім'ю — 96 383 долари (медіана — 86 667). Медіана доходів становила 40 938 доларів для чоловіків та 35 142 долари для жінок. За межею бідності перебувало 9,2 % осіб, у тому числі 10,7 % дітей у віці до 18 років та 5,8 % осіб у віці 65 років та старших.
Цивільне працевлаштоване населення становило 1746 осіб. Основні галузі зайнятості: освіта, охорона здоров'я та соціальна допомога — 26,8 %, мистецтво, розваги та відпочинок — 12,8 %, будівництво — 9,2 %, роздрібна торгівля — 8,8 %.